# Мимоза Базова
Мимоза Климентова Базова е българска актриса.

## Биография
Родена е на 21 октомври 1947 г. Завършва актьорско майсторство при проф. Кръстьо Мирски във ВИТИЗ „Кръстьо Сарафов“ през 1969 г. Дебютира в ролята на Роза в „Когато куклите не спят“ – ДТ Перник през 1969 г.
Актриса е в театрите в Перник (1969 – 1971), Видин (1971 – 1972), Габрово (1972 – 1973), Димитровград (1973 – 1975), Пловдив (1975 – 1978), театър „Българска армия“ (от 1978).

## Награди и отличия
- Наградата „Икар“ на Съюза на артистите в България „за главна женска роля“: за ролята на „Юлия“ в спектакъла „Родилно петно“ на ТР „Сфумато“ (2009).

## Театрални роли
- „Обърни се с гняв назад“ – Елисън Портър
- „Разбойникът“ – Мими и Лола
- „Фалшивата монета“ – Наташа
- „По следите на радостта“ – Леночка
- „Пунтила и неговия слуга Мати“ – Краварката
- „Пейка“ – Тя
- „Родилно петно“ – Юля

## Филмография
| Година | Филми/Сериали                   | Роля                                |
| ------ | ------------------------------- | ----------------------------------- |
| 2020   | Сцени от живота на една актриса | майката на Мария                    |
| 2012   | Ел Гринго („El Gringo“, САЩ)    | касиерката на автогарата            |
| 2008   | Влак („Train“, САЩ)             | цигански агент на гарата            |
| 2008   | Пастирът („The Shepherd“, САЩ)  | сестра                              |
| 2008   | Искам го мъртъв                 |                                     |
| 2003   | Отвъд чертата (тв)              |                                     |
| 1991   | Здравей, бабо!                  | Васа                                |
| 1981   | Нашият Шошканини                | съпругата Венета                    |
| 1981   | Дишай, човече!                  | сестра Иванова                      |
| 1979   | Мигове в кибритена кутийка      |                                     |
| 1977   | Бой последен                    | Николина                            |
| 1974   | На чисто                        |                                     |
| 1971   | Необходимият грешник            | младата жена при колегата на Асенов |